# Pachycatantops crassipes
Pachycatantops crassipes är en insektsart som först beskrevs av Willy Adolf Theodor Ramme 1929.  Pachycatantops crassipes ingår i släktet Pachycatantops och familjen gräshoppor. Inga underarter finns listade i Catalogue of Life.